# 2MASS J11061197+2754225
2MASS J11061197+2754225 ist ein Brauner Zwerg der Spektralklasse T2.5 im Sternbild Löwe. Er wurde 2007 von Adam J. Burgasser, J. Davy Kirkpatrick und Dagny L. Looper entdeckt. Seine Position verschiebt sich aufgrund seiner Eigenbewegung jährlich um 0,57 Bogensekunden.